# Kapturka
Kapturka, pokrzewka czarnołbista, pokrzewka czarnogłowa (Sylvia atricapilla) – gatunek małego, częściowo wędrownego ptaka z rodziny pokrzewek (Sylviidae).

## Systematyka
Wyróżnia się pięć podgatunków S. atricapilla:
- Sylvia atricapilla gularis – Republika Zielonego Przylądka i Azory.
- Sylvia atricapilla heineken – zachodni i południowy Półwysep Iberyjski, Madera i Wyspy Kanaryjskie oraz północno-zachodnia Afryka.
- Sylvia atricapilla pauluccii – wschodnia Hiszpania do środkowych i południowych Włoch, północno-środkowa Afryka.
- Sylvia atricapilla atricapilla – zachodnia Europa do południowo-zachodniej Syberii i północnego Kazachstanu.
- Sylvia atricapilla dammholzi – wschodnia Turcja do północnego Iranu.

Opisano też inne podgatunki (riphaea, koenigi, obscura i atlantis), jednak nie zostały one uznane.

## Występowanie
W Europie to najpospolitsza pokrzewka. Zamieszkuje niemal cały kontynent (bez północnych części Półwyspu Skandynawskiego), zachodnią Syberię oraz północną Afrykę. Ptaki z południa osiadłe (zamieszkujące Afrykę i Azję Mniejszą), z północy – wędrowne (przeloty od kwietnia do maja i od sierpnia i października). Zimują w południowej Europie, przeważnie na Półwyspie Pirenejskim i w północnej Afryce – ogólnie w basenie śródziemnomorskim, gdzie dołączają do żyjących tam populacji osiadłych (nawet niektóre tamtejsze ptaki jednak wędrujące dalej z północnymi populacjami), a niektóre docierają na afrykańskie tereny leżące na południe od Sahary. Południowe populacje migrują na krótsze odległości. Wyróżnia się 5 podgatunków. Podgatunek Sylvia atricapilla atricapilla przylatuje na lęgowiska do Europy północnej, środkowej i wschodniej, w tym do Polski. Wschodnia granica przechodzi przez zachodnią Syberię, a południowa przez Włochy, Grecję, kraje bałkańskie i Turcję.
W Polsce bardzo liczny ptak lęgowy na całym obszarze kraju, szczególnie w górach, na pogórzach i wyżynach. Według szacunków Monitoringu Pospolitych Ptaków Lęgowych, w latach 2013–2018 populacja kapturki w Polsce liczyła 4,8–5,3 miliona par, co dawało jej czwarte miejsce wśród ptaków lęgowych, po skowronku, ziębie i wróblu. W górach dochodzi do wysokości 1700 m n.p.m. W zdecydowanej większości odlatuje na zimę na południe, jednak coraz częstsze są przypadki zimowania w kraju. Kapturka to jedyny gatunek pokrzewek, który zimuje w środkowej i zachodniej Europie. W warunkach panującej tu dość chłodnej zimy żywi się bowiem częściej pokarmem roślinnym niż inne pokrzewki, np. owocami bzu czarnego, jarzębiny i kaliny. Część tutejszych populacji, która migruje z Europy Zachodniej, kieruje się zwykle do zachodniej Afryki, a populacje wschodnioeuropejskie do wschodnich rejonów Czarnego Kontynentu. Większe zagęszczenia tego gatunku występują na bardziej zadrzewionych terenach. Duże populacje żyją normalnie w parkach miejskich zachodniej i południowej Polski. W trakcie jesiennych powrotów na zimowiska, od sierpnia do października, kapturkę licznie spotyka się w całej Polsce (szczyt przelotów przypada na kwiecień i wrzesień).

## Charakterystyka

### Cechy gatunku
W przeciwieństwie do innych pokrzewek, gdzie trudno odróżnić płeć nawet trzymając osobnika w ręku, u kapturki dymorfizm jest widoczny. Samiec ma na głowie lśniącą czarną czapeczkę sięgającą do krawędzi oka (czasem powoduje to u obserwatorów pomylenie go z sikorą ubogą lub czarnogłówką, choć u nich czapeczka jest przesunięta bardziej ku tyłowi, a głowa jest okrąglejsza, dziób krótki i czarne podgardle). U kapturki pod dość długim dziobem nie widać nigdy czarnej barwy. Policzki i potylica szare. Wierzch ciała popielatoszary, spód wyraźnie jaśniejszy (białawy), na piersi z odcieniem srebrnoszarym. Dziób i nogi szare. Samica ma czapeczkę rdzawą, również wierzch ciała bardziej brązowy – w takiej tonacji utrzymane są zresztą wszystkie pióra konturowe, boki ciała są płowożółte. Młode podobne do samic, ale upierzenie na głowie jest bardziej matowe niezależnie od ich płci. Do jesiennego pierzenia młode samce mają rdzawe czapeczki. U jednorocznych samców można dopatrzeć się pozostałości po brązowej barwie, wierzch głowy jest czerwonobrązowy, ale dominuje już u nich typowa czerń. Ubarwieniem nieco przypomina sikorę ubogą.
Pod względem wielkości dorównuje wróblowi, choć ma delikatniejszą, bardziej wysmukłą sylwetkę. Prowadzi skryty tryb życia, więc trudno ją dostrzec. Najczęściej identyfikuje się ją po fletowym śpiewie, który rozpoczyna się cichym wstępem.

### Wymiary średnie
długość ciałaok. 14 cm
rozpiętość skrzydeł20–23 cm

### Masa ciała
8,5–31 g

### Głos
Piosenka kapturki to cichy świergot (preludium), czyste, harmonijne, fletowe pogwizdywanie i różne imitacje kończące się głośnymi, bardzo podkreślanymi gwizdami. U starszych osobników dźwięk melodii jest bardzo dźwięczny, gwałtownie zmienia się jej wysokość i natężenie oraz nie ma w niej nieprzyjemnych tonów. Samce wyklute w poprzednim roku w pełni rozśpiewują się wraz z początkiem okresu lęgowego. Cały czas jednak ćwiczą swą pieśń i udoskonalają ją w oparciu o zasłyszane trele starszych osobników. Pieśń kapturki jest nieco wolniejsza niż u gajówki.

## Biotop
Nie ma dużych wymagań środowiskowych. Gnieździ się w lasach różnego typu o bogatym podszycie – liściastych (podobnie jak pokrzewka ogrodowa) i mieszanych (najczęściej ich skrajach i na zrębach) w większych zadrzewieniach śródpolnych, w wilgotnych borach nizinnych i górskich, starych zarośniętych ogrodach, gajach, przydomowych i śródpolnych zadrzewieniach, parkach wiejskich i miejskich, większych skupiskach krzewów, młodnikach. To najbardziej leśna wśród pokrzewek, przebywająca większość czasu w gąszczu roślinności. Czynnikiem ograniczającym występowanie nie jest wysokość nad poziomem morza. Unika polnych, niskich i wąskich remiz i rzadkich skupisk krzewów na otwartej przestrzeni. W Polsce spotkać ją można w lasach łęgowych z licznymi krzewami na nizinach, ale i na górnej granicy lasów oraz w pasie kosodrzewiny w górach. Najliczniej występuje na nizinach i w niższych partiach gór, choć tu wraz ze wzrostem wysokości liczebność kapturki coraz szybciej maleje.

## Okres lęgowy

### Toki
Zaraz gdy samce przylecą w marcu i kwietniu (wiosenna migracja może się przeciągać na cały maj), zajmują tereny lęgowe i zaczynają śpiewać przez cały dzień. Okres lęgowy trwa do lipca.

### Gniazdo
Na wysokości 40–120 cm nad ziemią, zawsze w miejscu ocienionym, w bocznych gałązkach krzewu lub drzewka, podrostach świerku, zakrzewieniach lub w gęstwinie jeżyn czy pokrzyw. Jest słabo osłonięte i ma kształt czarki. Tworzy je luźna, nietrwała i prześwitująca konstrukcja złożona z traw, liści, łodyg, gałązek i korzonków. Brzeg często pokrywany jest pajęczynami. Wyłożenie stanowią drobne trawy, delikatne korzonki i niewielkie ilości włosia.
Budowę paru gniazd rozpoczynają samce, które jako pierwsze przylatują na tereny lęgowe. Gniazda budowane są do ok. 1/3 ich końcowych rozmiarów (gniazda takie nazywane są godowymi, próbnymi albo samczymi) i po kolei są przedstawione samicom, które wybierają jedno z nich i wraz z samcem dokonują dalszej rozbudowy. Zdarza się, że samica nie zaakceptuje żadnego gniazda i wówczas oboje partnerzy razem rozpoczynają budowę od podstaw w innym miejscu.

### Jaja
Lęgi rozciągnięte od maja do początków lipca. W zniesieniu 4–6 jaj o średnich wymiarach 20×14 mm, o tle jasnobrązowym i ciemnobrązowych plamach oraz z nielicznymi drobnymi plamkami (czasem o czekoladowej barwie). Potomstwo wydaje na świat raz w roku.

### Wysiadywanie i pisklęta
Od złożenia ostatniego jaja trwa przez okres 13–14 dni i tą czynnością zajmują się oboje partnerzy. Samica aby odwrócić uwagę drapieżników od swego gniazda udaje, że jest zraniona. Podobne zachowanie obserwujemy u piegży i pokrzewki jarzębatej. Ptaki często wysiadują jajo kukułki. Pisklęta mają brudnoczerwone wnętrza paszczy o żółtobiałych brzegach oraz dwie ciemnoszare plamki na języku o rozmazanych konturach. Gdy pierwszy lęg zostanie ukończony z sukcesem, drugi wyprowadzany jest w czerwcu lub lipcu. Odlatują we wrześniu lub październiku.

## Pożywienie
Głównie owady zbierane na drzewach owocowych i inne bezkręgowce, a jesienią owoce i jagody.
Można określić korzyści dla człowieka wynikające z obecności kapturki – gatunek zbiera w sadach i ogrodach z drzew owocowych szkodliwe owady. Mniej pożądanym zwyczajem późnym latem i w czasie migracji jest zjadanie wiśni, porzeczek i malin.

## Status i ochrona
IUCN uznaje kapturkę za gatunek najmniejszej troski (LC, Least Concern) nieprzerwanie od 1988 roku. Liczebność światowej populacji, wstępnie obliczona w oparciu o szacunki organizacji BirdLife International dla Europy z 2015 roku, mieści się w przedziale 100–165 milionów dorosłych osobników. Globalny trend liczebności populacji uznawany jest za wzrostowy.
Na terenie Polski kapturka jest objęta ścisłą ochroną gatunkową. Na Czerwonej liście ptaków Polski została sklasyfikowana jako gatunek najmniejszej troski (LC). Jej liczebność na terenie kraju wykazuje silny trend wzrostowy – pomiędzy 2000 a 2016 rokiem populacja kapturki wzrosła o około 50%.